# Musninkai
Musninkai is een plaats in de gemeente Širvintos in het Litouwse district Vilnius. De plaats telt 472 inwoners (2001).